# Mihai Enache
Mihai-Adrian Enache (n. 28 septembrie 1988, București, România) este un politician român, ales în 2024 deputat din partea partidului Alianța pentru Unirea Românilor (AUR). 

## Carieră politică
La 10 octombrie 2023, partidul AUR și-a desemnat oficial candidatul pentru Primar General al București la alegerile locale din 9 iunie 2024, în persoana lui Enache. Până în luna martie 2024, acesta a ocupat funcția de director executiv al Direcției de Dezvoltare din cadrul Primăriei Sectorului 4. Anterior, a lucrat în administrația locală și în cadrul primăriilor sectoarelor 3 și 5, iar ulterior a coordonat caravana medicală organizată de AUR. Enache a obținut 3% din voturi, în timp ce Nicușor Dan a câștigat alegerile.
La 10 octombrie 2023, partidul AUR și-a anunțat candidatul, Enahce, pentru Primăria Capitalei la alegerile din 9 iunie 2024. A fost până în martie 2024 director executiv al Direcției de Dezvoltare din Primăria Sectorului 4, dar a lucrat și în primăriile sectoarelor 3 și 5, iar ulterior a coordonat caravana medicală a AUR.

### Deputat (2024–prezent)

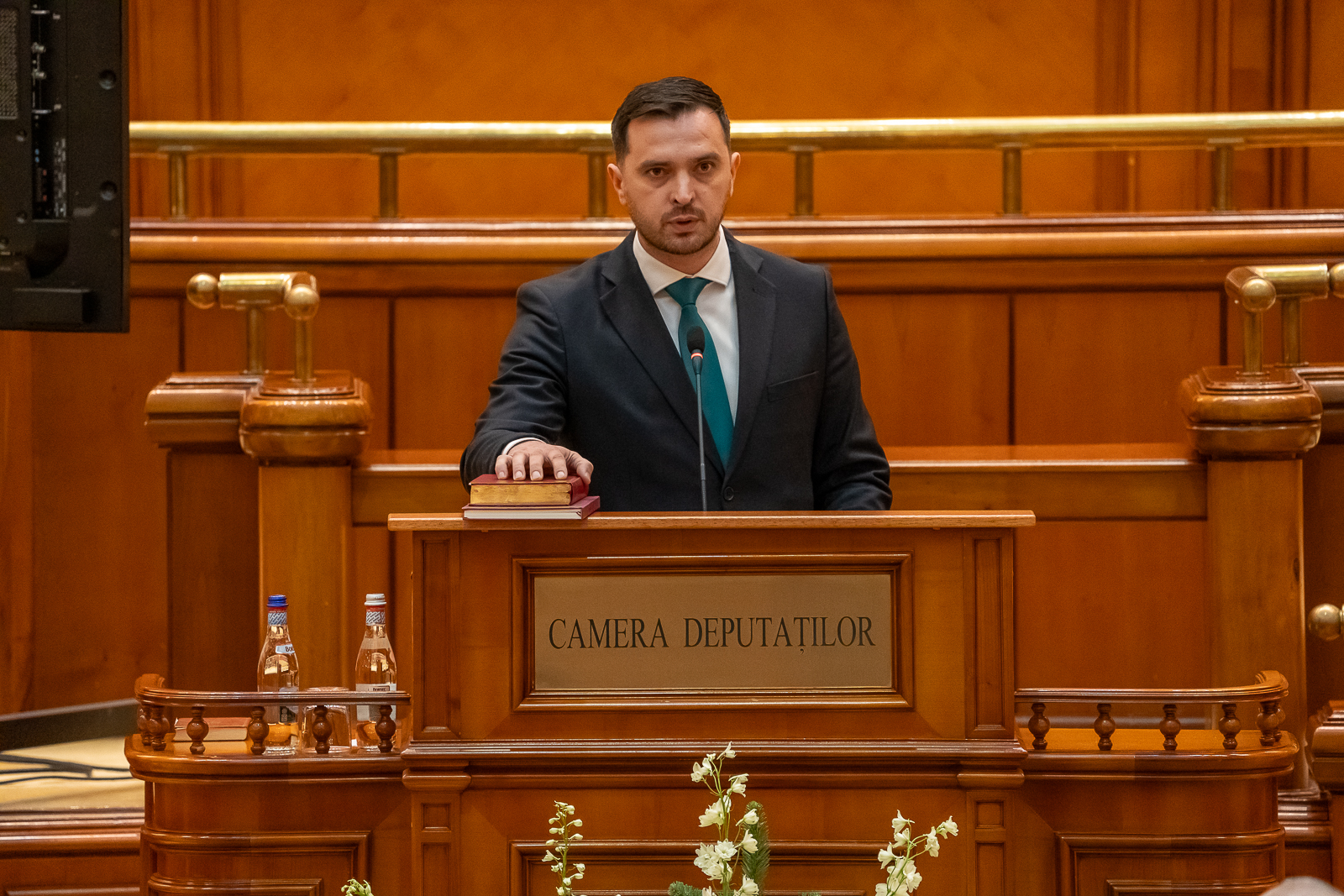
Enache depunând jurământul, 21 decembrie 2024

În urma alegerilor parlamentare din 2024 pe 1 decembrie, Enache a fost ales membru al Camerei Deputaților de București, preluând mandatul pe 21 decembrie. În cadrul Camerei Deputaților, deține funcția de lider al grupului parlamentar AUR și este membru al Comisiei pentru administrație publică și amenajarea teritoriului. De asemenea, face parte din Grupul parlamentar de prietenie cu Africa de Sud.